# Enos (Kniha Mormonova)
Enos je hlavní postavou mormonské knihy Enos, která je součástí Knihy Mormonovy, amerického náboženského díla z první poloviny 19. století. Panují pochyby o tom, zda je Enos skutečnou historickou osobou.
Enos byl podle Knihy Mormonovy prorokem a udržovatelem posvátneho nefitského záznamu. Podle Knihy Enos se při lovu zvěře modlíl o odpuštění vlastních hříchů a duchovní záchranu svých bratrů, Lamanitů. Bůh s Enosem uzavřel smlouvu, že jedno dne zjeví Knihu Mormonovu Lamanitům, kteří uvěří v její pravdivost. Mnozí mormoni věří, že se toto stalo, když první misionáři Josepha Smithe navštívili americké indiány.